# Schoutedenillo congolensis
Schoutedenillo congolensis är en kräftdjursart som beskrevs av Arcangeli 1950. Schoutedenillo congolensis ingår i släktet Schoutedenillo och familjen Eubelidae. Inga underarter finns listade i Catalogue of Life.